# Kovalovice (Kojetín)
Kovalovice jsou vesnice, část města Kojetín v okrese Přerov. Nachází se asi 4 km na jih od Kojetína. V roce 2009 zde bylo evidováno 99 adres. V roce 2001 zde trvale žilo 156 obyvatel.
Kojetín III-Kovalovice leží v katastrálním území Kovalovice u Kojetína o rozloze 1,74 km2.

## Školství
Děti z Kovalovic dojíždí do okolních škol, jako například ZŠ nám. Míru Kojetín apod.

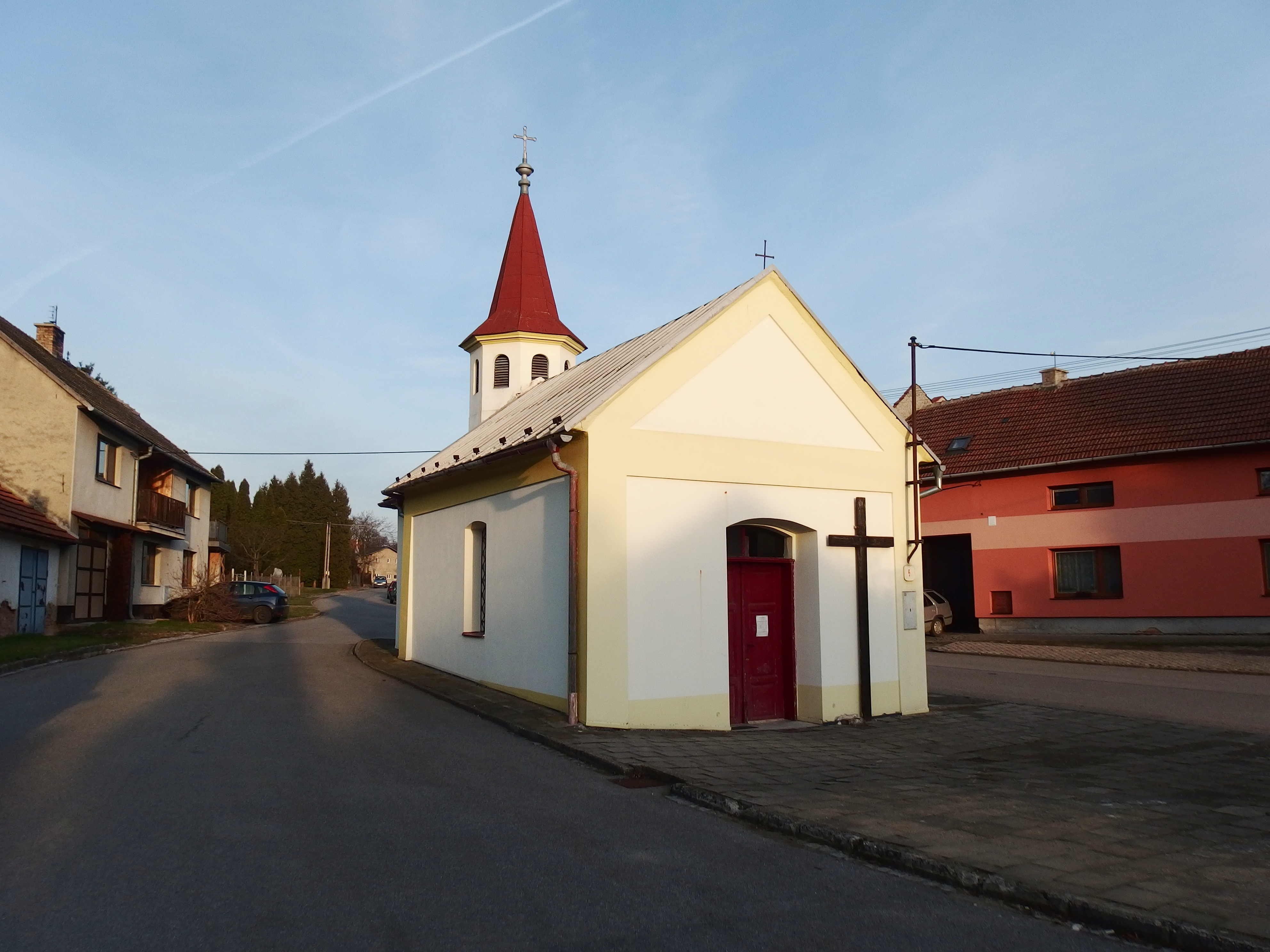
Kaple svatého Františka Serafínského
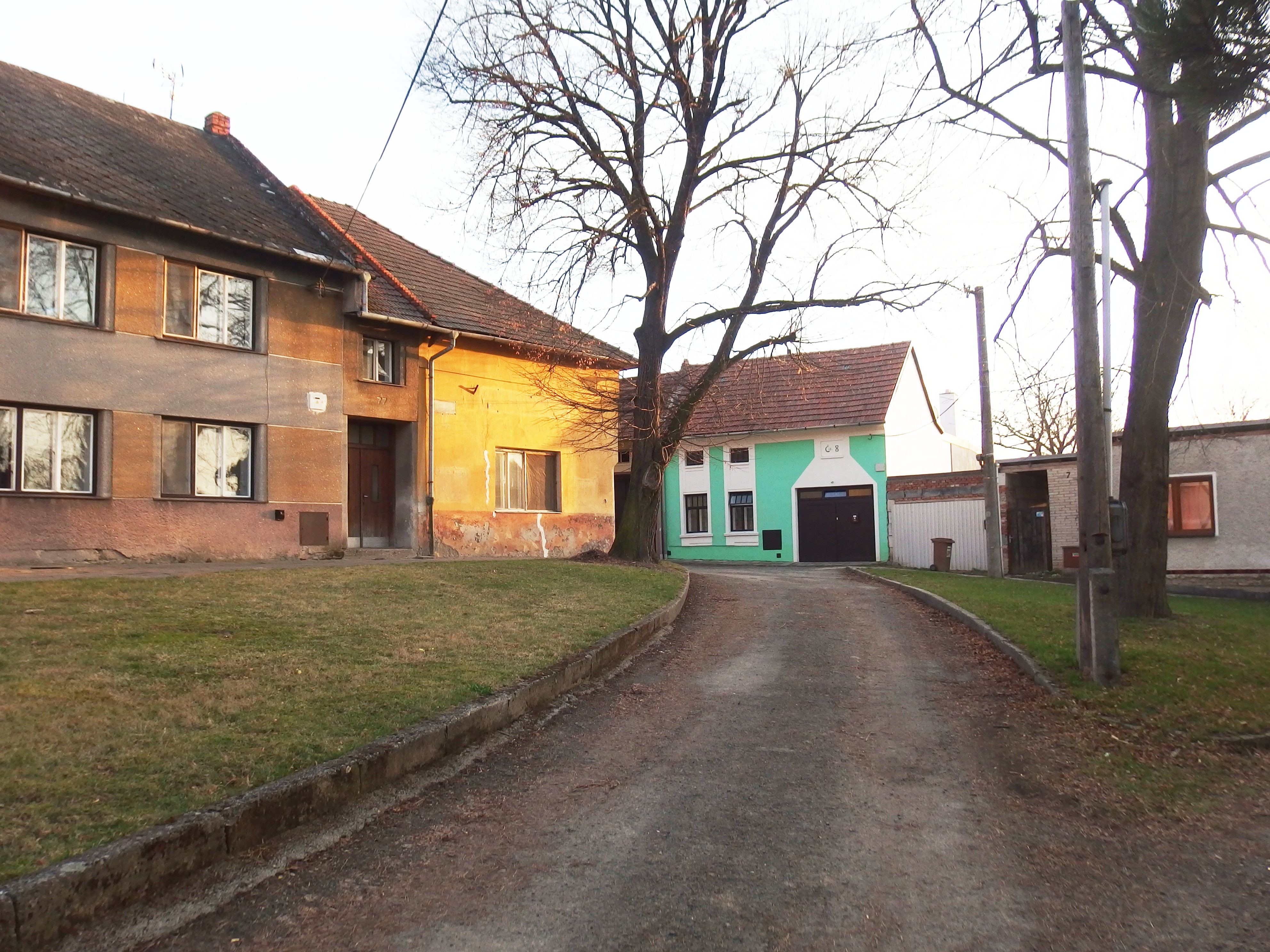
Část návsi
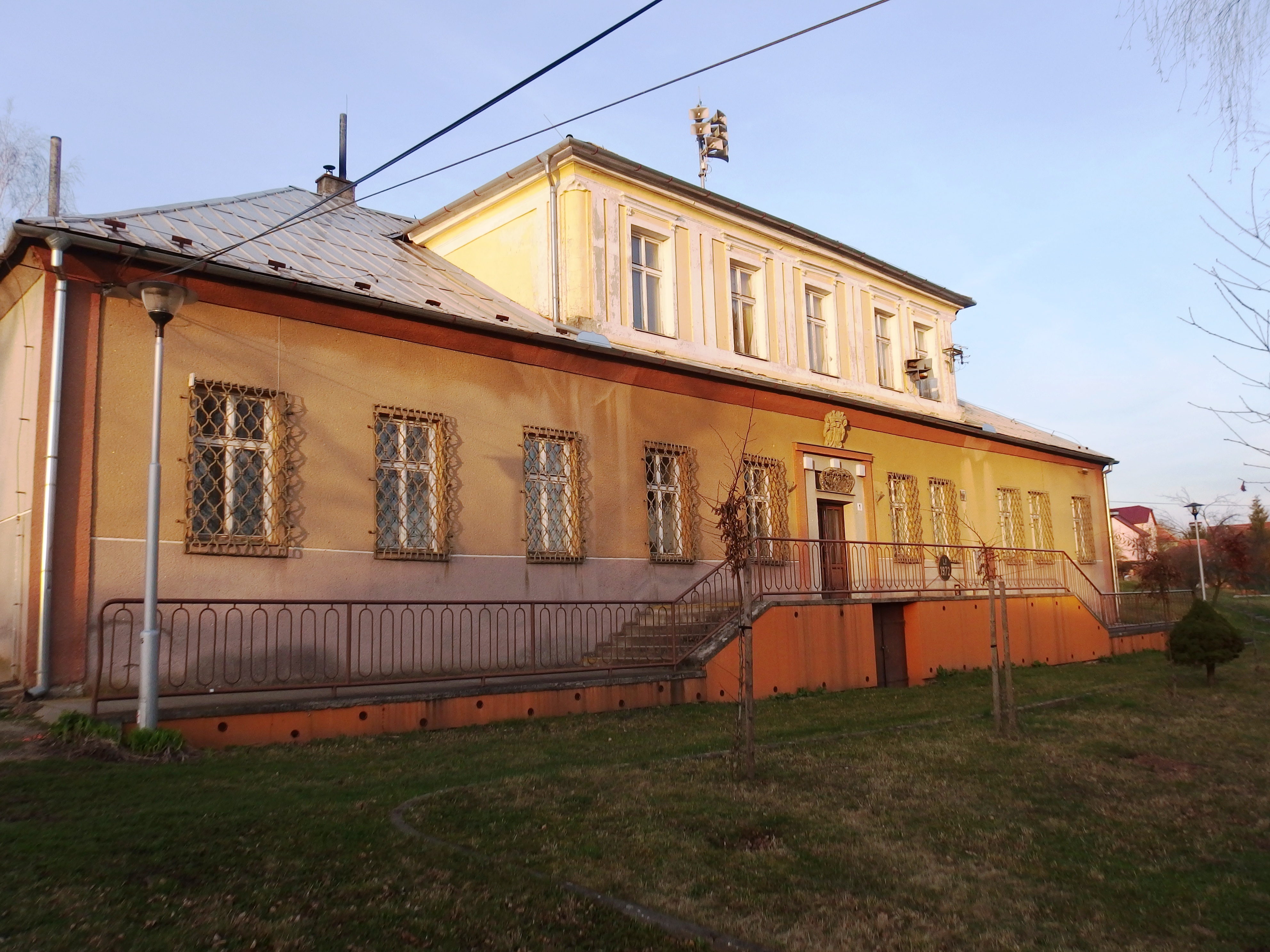
Zámek, dnes účelově využitý
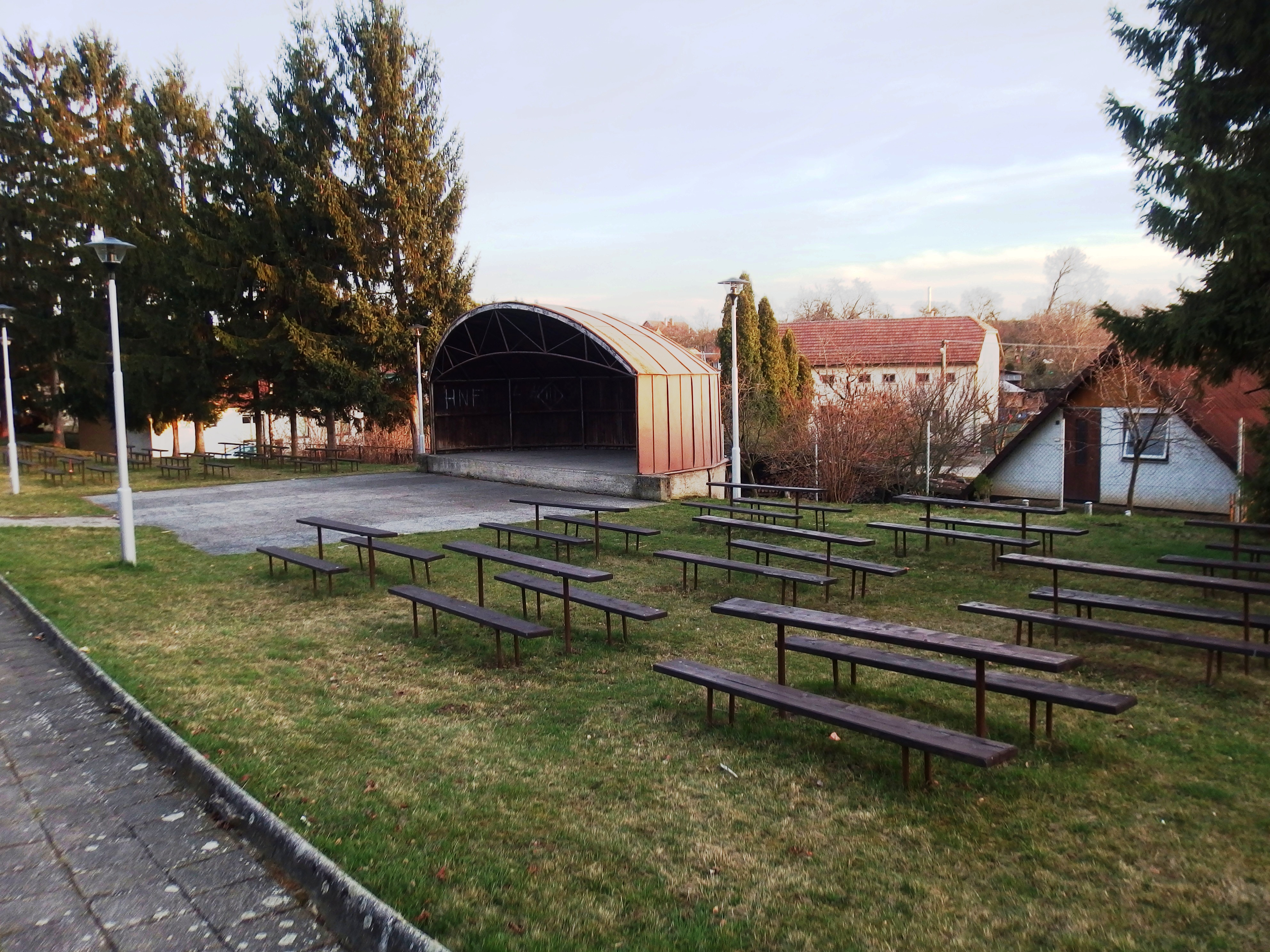
Areál před zámkem